# Hanhart

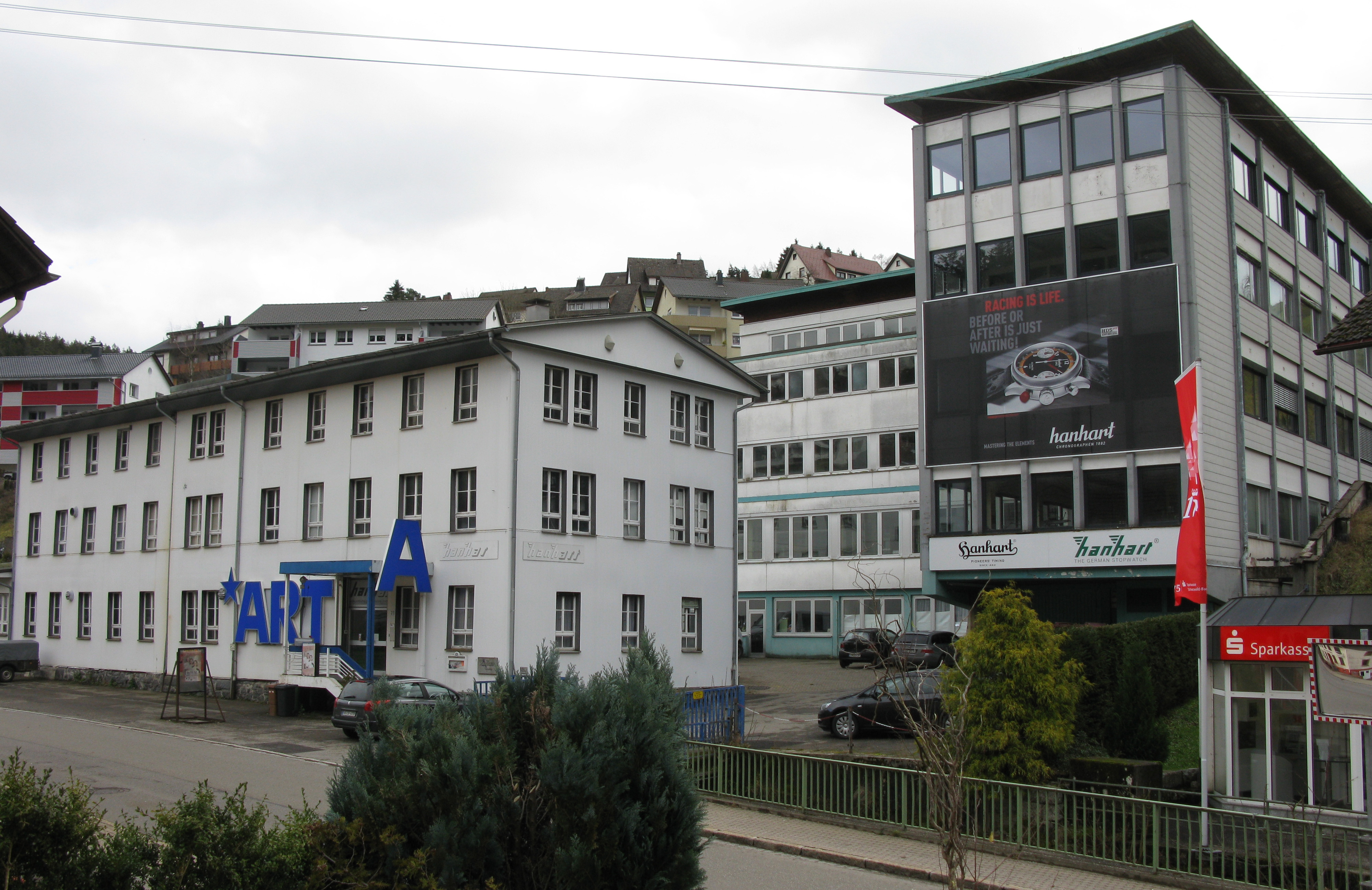
Hanhart in Gütenbach mit Kunstprojekt hanh-art

Die Hanhart 1882 GmbH ist ein deutsch-schweizerischer Uhrenhersteller, dessen Anfänge bis ins Jahr 1882 reichen. Der heutige Sitz des Unternehmens befindet sich in Gütenbach im Schwarzwald. Der Hersteller ist vor allem für seine mechanischen Uhren bekannt, darunter Stoppuhren und Armband-Chronographen. 

## Unternehmen
Hanhart ist auf die Fertigung von Stoppuhren und hochwertigen Chronographen spezialisiert. 1882 gründete der Schweizer Johann Adolf Hanhart in Diessenhofen, Kanton Thurgau, seine Uhrenmanufaktur. Weil Uhrmacher fehlten, verlagerte der sie nach 20 Jahren über die Grenze in die Uhrenhochburg Schwenningen in den Schwarzwald. Sein jüngster Sohn Wilhelm Julius Hanhart (* 31. Oktober 1902, † 22. Oktober 1986) trat 1920 mit 18 Jahren in den Betrieb ein. 1924 brachte Wilhelm Julius Hanhart die weltweit erste bezahlbare Stoppuhr auf den Markt, die den teuren Schweizer Fabrikaten Paroli bieten sollte. Der Erfolg dieser Uhr bildete die Grundlage für den Aufstieg des Unternehmens. Ab 1926 wurde das Angebot um Armband- und Taschenuhren erweitert.
Im Jahr 1932 starb Johann Adolf Hanhart. Die Neuausrichtung des Betriebes noch im gleichen Jahr, in deren Zentrum die Aufgabe des Einzelhandelsgeschäftes lag, wurde für das Unternehmen zum Erfolg. Beschäftigte Hanhart zu dieser Zeit 30 Mitarbeiter, waren es 1939 bereits 200. 1934 entstand als Erweiterung der heute noch bestehende Betrieb in Gütenbach im Schwarzwald. 1938 entwickelte Hanhart seinen ersten Eindrücker-Chronographen Kaliber 40. Dessen originalgetreues Replikat ist heute unter dem Namen Pioneer Mk I unter Uhrenliebhabern sehr beliebt. Der 1939 eingeführte Eindrücker-Chronograph wurde an die Kriegsmarine und vor allem an die Luftwaffe ausgegeben. Er war wegen seiner Zuverlässigkeit und Genauigkeit während des Zweiten Weltkriegs bei den Piloten ebenso beliebt wie die Uhren der Marke Tutima des Glashütter Herstellers UFAG (Uhrenfabrik A.G. Glashütte). Neben diesen Fliegerchronographen begann um 1940 die Produktion des Zweidrücker-Modells Kaliber 41. Fliegeruhren wurden zum damaligen Hauptprodukt des Herstellers, der unter anderem auch Taschen-Chronographen für die Schiffsartillerie produzierte. Damals fertigte Hanhart unter anderem acht verschiedene Stoppuhren. Mit dem sogenannten Superschnellschwinger war die Messung von 1/100 Sekunden mit einer mechanischen Stoppuhr möglich. Doch die Uhrenproduktion musste bis Kriegsende zugunsten der Produktion von Zeitzündern für Torpedos eingeschränkt werden.

Militärische Produktlinie bis 1945
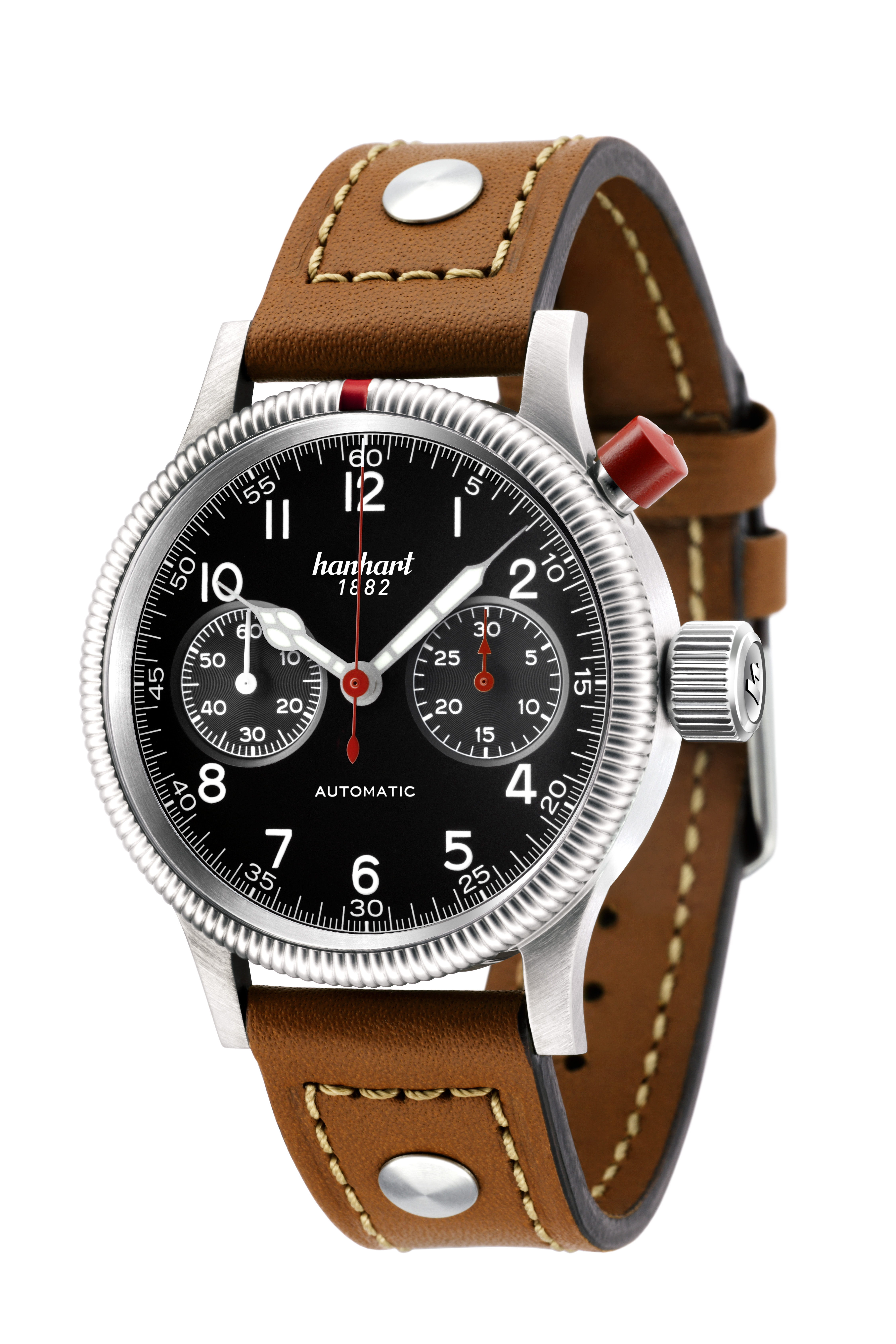
Faksimile der Kaliber 40 (heute: Pioneer Mk I) mit ungewöhnlicher Eindrücker-Bedienung (roter Knopf rechts oben)

Nach der Demontage begann ab 1948 erneut die Produktion von Fliegeruhren. Willy Hanhart, der während der Entnazifizierung in Deutschland in die Schweiz gegangen war, kehrte in das neu gegründete Baden-Württemberg zurück. Zur gleichen Zeit wurde ein Chronograph speziell für Ärzte und Offiziere entwickelt. Hanhart war zunächst für die französische, ab 1955 mit leichten Veränderungen auch für die wiedergegründete deutsche Luftwaffe tätig. Auch die Bundesmarine wurde mit Präzisionsmessern beliefert. Hanhart war damals der einzige Uhrenlieferant der jungen Bundeswehr. Gleichzeitig entwickelte sich der Geschäftsbereich Stoppuhren in den 1950er Jahren zum Marktführer in Europa und der Präzisionsuhrenverkauf konnte auf weitere westeuropäische Luftwaffen ausgedehnt werden. Die Fliegeruhr und die Chronographen für Stabsoffiziere und Ärzte der Bundeswehr wurden bis 1962 hergestellt. Dem Ende der militärischen Produktionslinie folgte wenig später das Ende für Hanharts Armbanduhrgeschäft. Der weitere Ausbau des Stoppuhrensortiments setzte sich mit dem teilweisen Wegfall der Bundeswehraufträge in den 1960er Jahren fort. Bereits 1962 war Hanhart Marktführer für mechanische Stoppuhren.

Mechanische Stoppuhren
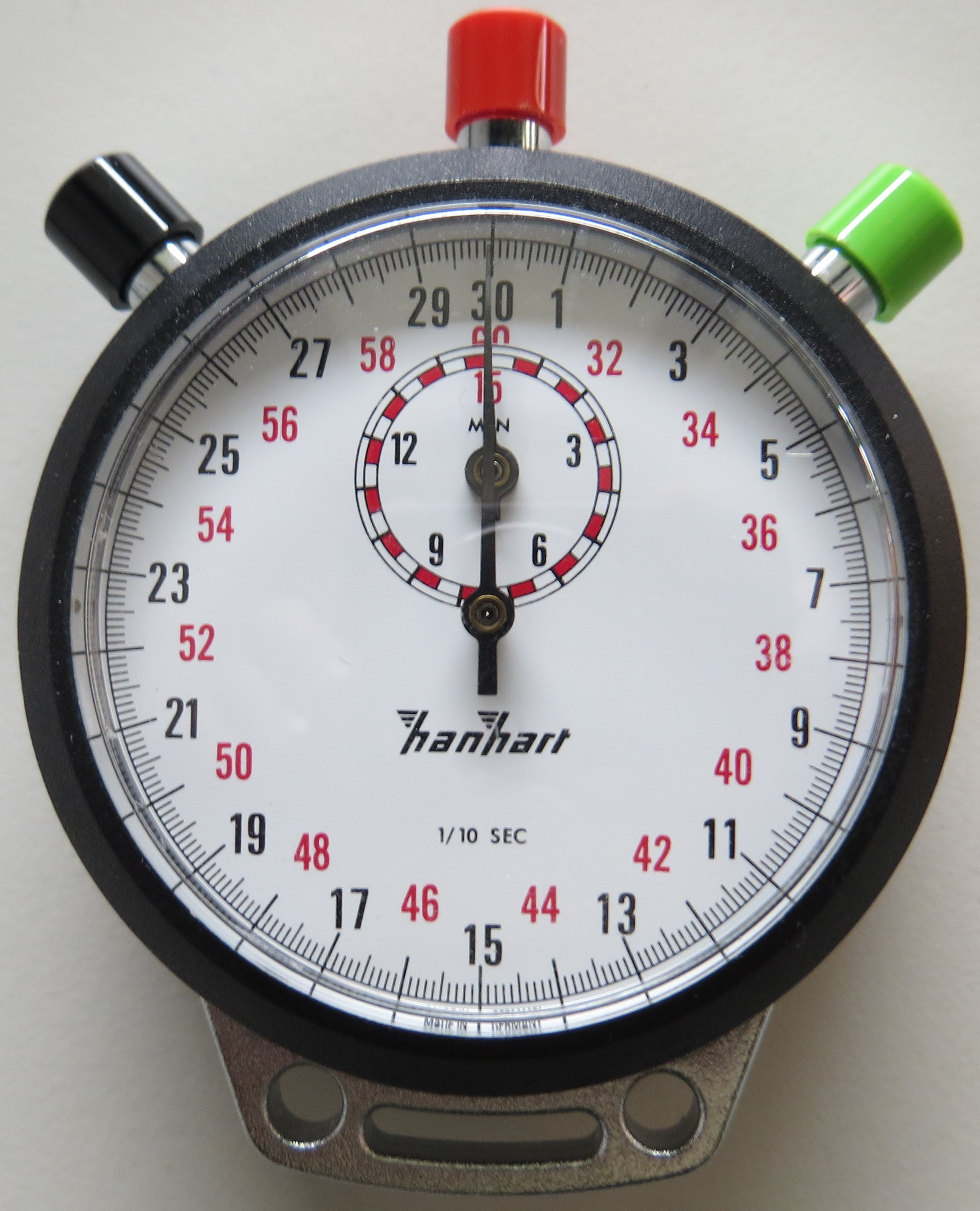
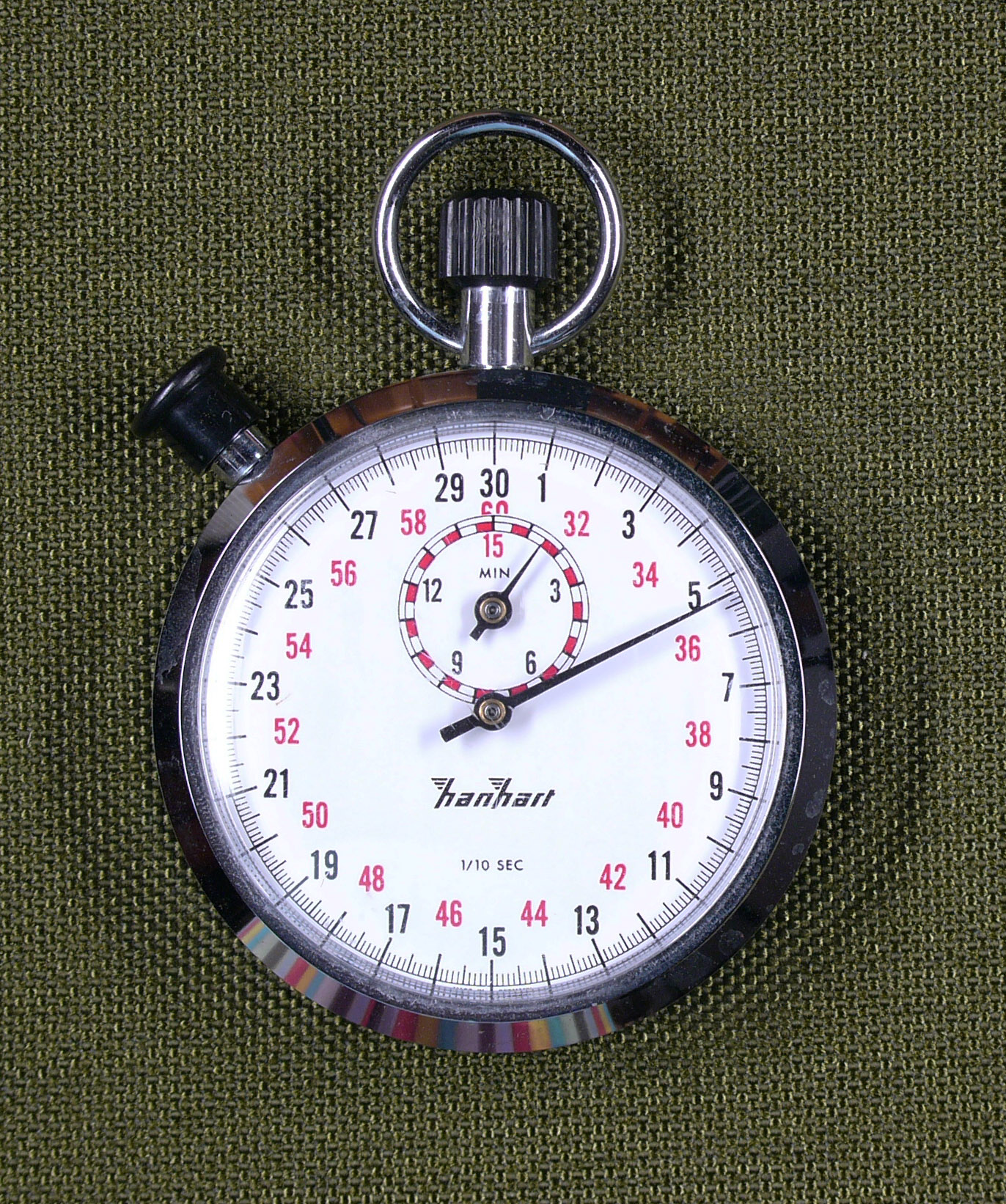

Ab den 1970er Jahren verdrängten elektronische Zeitmesser die mechanischen Uhrwerke. Ein weiteres Arbeitsfeld lag deshalb bei Quarzuhren und -weckern. Als in den 1980er Jahren Japan den Markt mit Billigware überschwemmte, gerieten Qualitätsprodukte aus westlicher Produktion in den Hintergrund. Trotz dieser schwierigen Bedingungen gewann Hanhart 1985 den iF Design Award, einen Preis für gute Industrieform. Doch das Geschäft blieb rückläufig. 1992 musste das Familienunternehmen verkauft werden.
Klaus Eble, dem Schwiegersohn von Willy Hanhart, gelang es, die Marke mit einer konsequenten Unternehmenspolitik aus der Krise zu lenken und sich auf das Kerngeschäft, die Herstellung hochwertiger Uhren, zu konzentrieren. Mit einer Neuauflage der in Fach- und Sammlerkreisen immer noch beliebten Armbandfliegeruhr von 1939 wurde 1997 begonnen. Außerdem bietet Hanhart Replikate seines Ein-Drücker-Chronographen an. Die nach den alten Vorbildern gefertigten Armbanduhren verfügen über eine Drehlünette. Die Drücker haben einen unterschiedlichen Abstand zur Krone und um versehentliches Rückstellen zu verhindern, ist der Drücker rot. Ebenfalls 1997 wurde die Verwaltung und Produktion in Gütenbach zusammengelegt.
Heute gehört Hanhart zu den letzten Uhrenmanufakturen, die hochwertige Stoppuhren produzieren. Jährlich verlassen rund 150.000 elektronische sowie 25.000 mechanische Stoppuhren die Ateliers in Gütenbach. Die Uhren werden bei Automobilrallyes, sportlichen Wettkämpfen sowie in der Labortechnik (Forschung/Photolabor) und zur Arbeitszeitaufnahme (REFA)  eingesetzt. Hanhart liefert seine Produkte bei Bedarf auch kalibriert mit Zertifikat aus. Der Vertrieb erfolgt weltweit über autorisierte Juweliere und über den Industrie- und Sportfachhandel sowie durch unternehmenseigene Internetportale.
2008 nahm in der Schweiz die Hanhart AG mit Sitz am ursprünglichen Gründungsort in Diessenhofen (Kanton Thurgau) ihre Arbeit auf. Zur Uhren- und Schmuckmesse Baselworld 2009 wurde eine Kollektion vorgestellt, die auf traditioneller Uhrmacherkunst aufbaut und hochwertige schweizerisch-deutsche Fertigungstechniken einbringt. Der Name dieser Chronographen-Kollektion ist Primus, benannt nach dem 1938 auf dem Markt erschienenen Erfolgsmodell. Die neue Uhrenkollektion behielt das alte Erkennungszeichen, den roten Drücker. Die Kollektion dieser hochwertigen Chronographen umfasst die Themengebiete Luft, Erde sowie Wasser (Pilot, Racer, Diver) und ist je nach Modell in Stahl, mit schwarzer ADLC-Beschichtung und in 18k Roségold erhältlich.

Beispiel aus der Primus-Kollektion
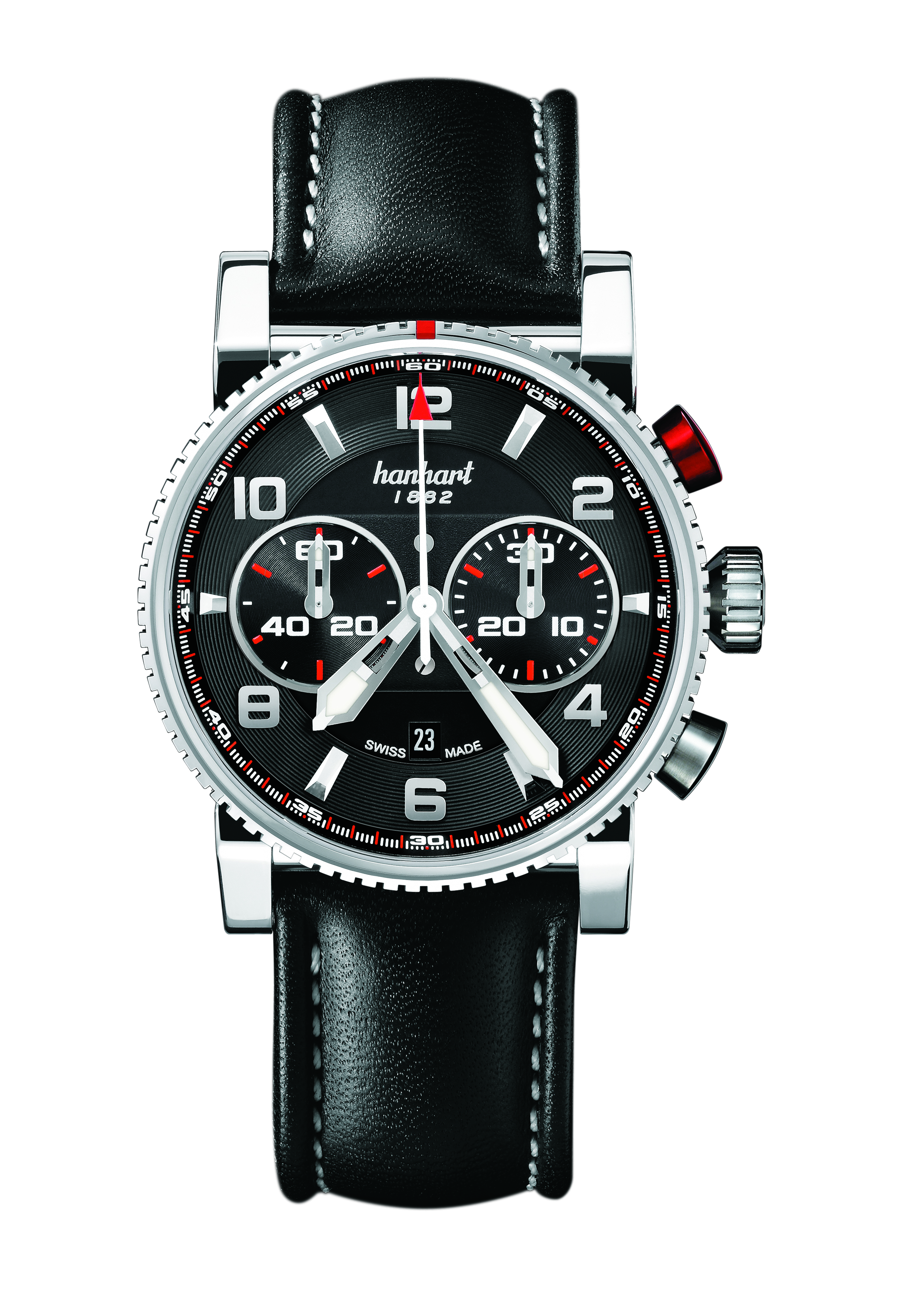
Primus Racer

In der Kollektion Pioneer sind die Klassiker von Hanhart zusammengefasst, die auf den historischen Hanhart-Fliegerchronographen der 1930er Jahre basieren. Sie enthält folgende Modelle: Pioneer Mk I, Pioneer Mk II und Pioneer TachyTele. Zur Baselworld 2011 stellte Hanhart in dieser Kollektion die Modelle Pioneer MonoControl, Pioneer TwinControl und als Spitzenmodell die Pioneer TwinDicator vor.
2012 feierte Hanhart sein 130-jähriges Jubiläum und präsentierte anlässlich der Baselworld ein auf 2 × 130 Stück limitiertes Sondermodell, die Pioneer Stealth 1882. Im September 2012 brachte Hanhart die Kollektion Pioneer Racemaster auf den Markt, die klassische Rennwagenattribute als Gestaltungselemente aufnimmt.
2014 wurde die Hanhart AG an einen Investor veräußert und damit indirekt auch die Mehrheit der A. Hanhart GmbH & Co. KG  in Gütenbach. Im Zuge dieses Eigentümerwechsels wurde das Chronographengeschäft vollumfänglich nach Deutschland auf die KG übertragen. Nachdem ebenfalls 2014 Insolvenz angemeldet wurde, wird infolgedessen das Uhrengeschäft in der neu gegründeten Hanhart 1882 GmbH weitergeführt. 
Stoppuhren sowie Chronographen wurden bis Ende 2015 allerdings weiterhin beide am Standort Gütenbach gefertigt bzw. produziert und somit nur rechtlich als jeweils eigene Unternehmen angesehen. Anfang 2016 wurden die Stoppuhren KG von der Hanhart 1882 GmbH erworben. Seitdem läuft sowohl der Chronographen-, als auch der Stoppuhrenbereich einheitlich unter der Hanhart 1882 GmbH.